# Meldahlsgade
Meldahlsgade er en gade i Indre By (København), opkaldt efter den danske arkitekt Ferdinand Meldahl (1827-1908), en af Københavns mest indflydelsesrige arkitekter i det 19. århundrede.

## Arkitektonisk kvarter
Gaden ligger i et område nord for Vesterbrogade, hvor flere gader har navn efter arkitekter, der har haft stor betydning for byen, bl.a. Nyropsgade, Herholdtsgade og Kampmannsgade.

## Historiske elementer
Indtil midten af 1800-tallet lå der en accisebod ud for Meldahlsgade, hvor der blev opkrævet told af varer, der blev ført ind i byen fra oplandet.

## Bygninger i Meldahlsgade
På hver side af den korte gade ligger to karakteristiske kontorbygninger. Mod øst ligger Buen, en markant bygning (beskrevet under Vester Farimagsgade). Mod vest ligger en del af det store Ved Vesterport-kompleks, der fylder hele karréen mellem Trommesalen og Vesterbrogade.

## Ved Vesterport – Funktionalistisk arkitektur
Komplekset Ved Vesterport blev opført i begyndelsen af 1930’erne i en tidlig funktionalistisk stil, tegnet af arkitekten Ole Falkentorp (1886-1948). Bygningen var banebrydende, fordi den blev opført med stålskelet – en teknik, der dengang var nyskabende i Danmark. Udvendigt er bygningen beklædt med kobberplader, hvilket gav den tilnavnet “femøren”, fordi datidens femøres-mønter var lavet af kobber.

## Den Permanente
I Ved Vesterport lå også Den Permanente, en udstilling af dansk kunsthåndværk og kunstindustri, som blev stiftet i 1931. Her kunne man opleve møbler, sølv, keramik, tekstiler og træarbejder fra danske designere.

## Kunstværk ved Vesterbrogade
Ud mod Vesterbrogade står en skulptur af kunstneren Per Kirkeby.